# 大虫村
大虫村（おおむしむら）は福井県丹生郡にあった村。現在の越前市中心部に西接する区域にあたる。

## 地理
- 山岳 ： 鬼ヶ岳

## 歴史
- 1889年（明治22年）4月1日 - 町村制の施行により、高森村、上四目村、下四目村、上大虫村、下大虫村、上太田村、新村、小松村、太田新保村、下太田村、北山村、丹生郷村、横根村及び三ツ俣村の区域をもって、大虫村が発足する。
- 1950年（昭和25年）11月30日 - 武生市に編入する。